# 哈德津卡
50°18′8″N 28°49′25″E / 50.30222°N 28.82361°E
哈德津卡（烏克蘭語：Гадзинка）是位於烏克蘭北部日托米爾州裏日托米爾區的村莊，始建於2.155平方公里，海拔高度206米，2001年該村落人口625人。